# Hamidreza Estili
Hamidreza Estili (Teheran, 1 d'abril, 1967) és un futbolista retirat i actual entrenador iranià.
Als clubs on més temps romangué foren Pas i Persepolis. Fou internacional 82 cops amb Iran, en els quals marcà 12 gols. És recordat pel gol que marcà als Estats Units durant la Copa del Món de 1998. Un cop retirat començà la carrera d'entrenador al Persepolis FC.